# Kei Ikeda
Kei Ikeda (池田 圭?, Ikeda Kei; Inzai, 20 ottobre 1986) è un ex calciatore giapponese, di ruolo attaccante.